# WWE Hall of Fame (2025)
WWE Hall of Fame (2025) foi um evento de luta livre profissional produzido pela WWE, que contou com a indução da 26ª turma ao Hall da Fama da WWE. A cerimônia aconteceu em 18 de abril de 2025, na T-Mobile Arena, em Winchester, Nevada, na noite anterior à WrestleMania 41. O evento foi ao ar nas plataformas de transmissão ao vivo da WWE, duas horas após o término do programa regular de sexta-feira à noite da WWE, o SmackDown.
A cerimônia foi encabeçada pela indução de Paul "Triple H" Levesque, o que o tornou um induzido duas vezes, após ser induzido em 2019 como parte da D-Generation X. Também contou com o primeiro vencedor do prêmio "Immortal Moment" (Momento Imortal), uma nova categoria que permite que lutas históricas sejam induzidas ao Hall da Fama, sendo concedido à luta entre Bret "The Hitman" Hart e "Stone Cold" Steve Austin da WrestleMania 13. Isso fez de Hart o primeiro induzido três vezes, tendo sido induzido anteriormente por sua carreira solo em 2006 e como parte da The Hart Foundation em 2019, e também fez de Austin um induzido duas vezes, após sua indução em 2009. A cerimônia também marcou o retorno da ala Legacy, que teve seus últimos induzidos em 2021.

## Produção

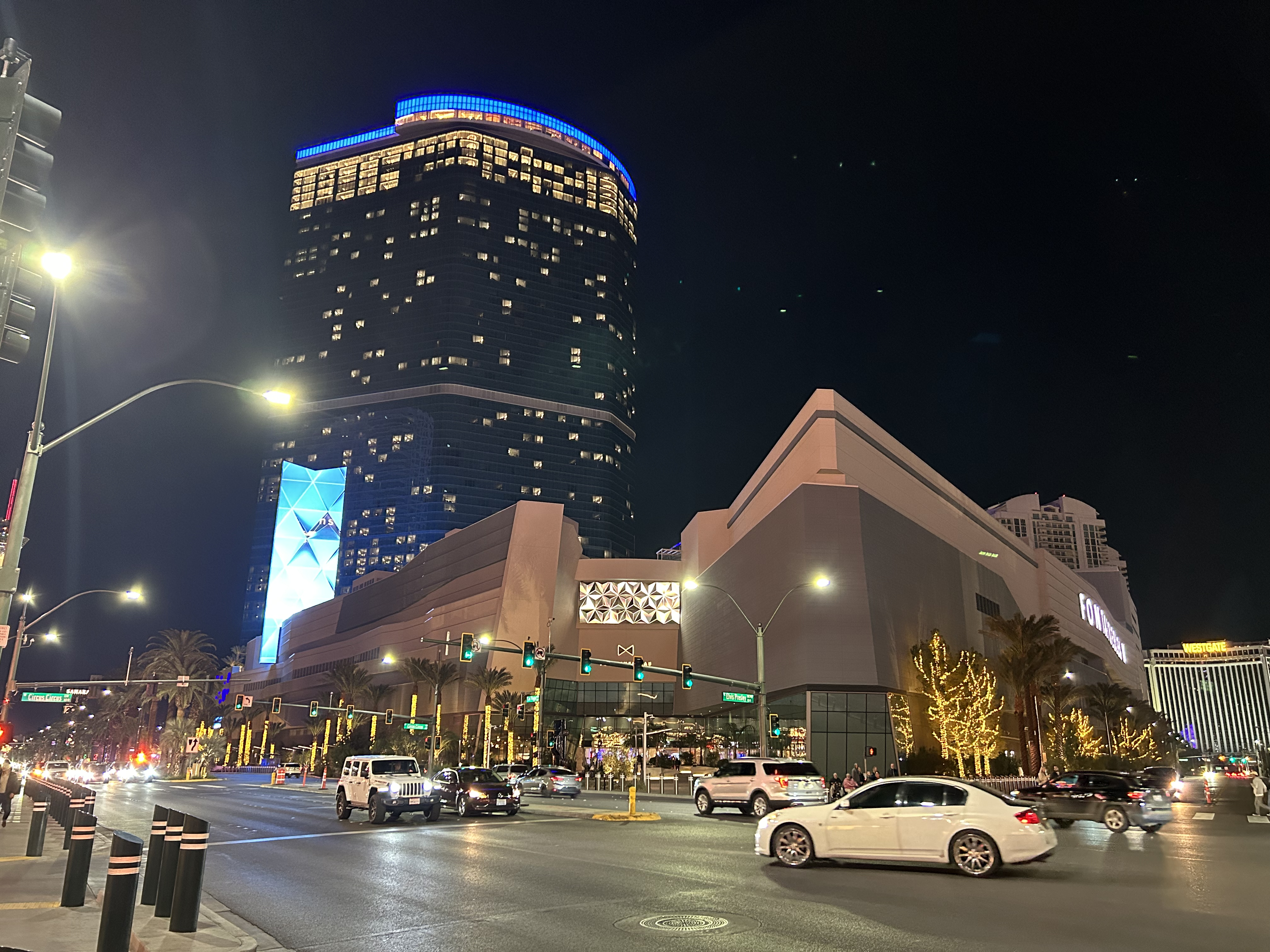
O evento foi realizado no Fontainebleau Las Vegas em Winchester, Nevada.

O WWE Hall of Fame de 2025 foi programado para acontecer em 18 de abril de 2025, no Fontainebleau Las Vegas, em Winchester, Nevada, na noite anterior à WrestleMania 41. Ele foi transmitido imediatamente após o programa regular de sexta-feira da WWE, o SmackDown. O evento foi transmitido ao vivo às 10 p.m. (ET) no Peacock nos Estados Unidos, na Netflix na maioria dos mercados internacionais e na WWE Network nos países restantes que ainda não migraram para a Netflix devido a contratos preexistentes.
Durante um evento na sede da WWE em 29 de janeiro de 2025, Shawn Michaels e The Undertaker fizeram uma aparição surpresa para revelar Paul "Triple H" Levesque, diretor de conteúdo chefe da WWE, como o primeiro homenageado do Hall da Fama de 2025 da WWE. A WWE então confirmou oficialmente sua introdução. Isso fez com que Triple H fosse introduzido duas vezes, já que ele havia sido introduzido anteriormente como parte da D-Generation X em 2019.
Durante um episódio do Get Up da ESPN em 14 de fevereiro de 2025, Triple H fez uma aparição surpresa para anunciar Michelle McCool como a segunda introduzida.
Em 7 de março de 2025, durante uma visita especial a Lex Luger e Diamond Dallas Page, Cody Rhodes revelou que Luger foi anunciado como o terceiro introduzido. No episódio de 24 de março do Raw, The Natural Disasters foi anunciado como o quarto introduzido no geral e a primeiro dupla a ser introduzida, já que também foi revelado que a introdução já havia sido planejada por Triple H para a família de Tenta durante a cerimônia da Classe de 2024 da WWE. Luger expressou publicamente que queria que seu amigo de longa data e parceiro de duplas Sting o introduzisse, mas a WWE e a All Elite Wrestling, empresa rival da WWE com a qual Sting tem contrato, não conseguiram chegar a um acordo para que isso acontecesse.
Durante o episódio de 28 de março de 2025 do SmackDown, a WWE revelou uma nova categoria "Immortal Moment" (Momento Imortal) para o Hall da Fama, que homenageia lutas históricas e influentes. A primeira indução nessa categoria foi a luta de submissão sem desqualificação entre Bret "The Hitman" Hart e "Stone Cold" Steve Austin, com Ken Shamrock como árbitro especial, da WrestleMania 13. Essa introdução fez de Hart o primeiro introduzido três vezes, tendo sido introduzido anteriormente por sua carreira solo em 2006 e como parte da equipe de duplas, The Hart Foundation, em 2019. Isso também fez de Austin um introduzido duas vezes, após sua introdução em 2009.
Em 9 de abril de 2025, a WWE revelou o retorno da ala Legacy pela primeira vez desde a cerimônia de 2021. Em uma mudança em relação às cerimônias passadas que incluíam induzidos na ala Legacy, os recipientes foram anunciados antes do evento, com Kamala, Dory Funk Sr. e Ivan Koloff sendo revelados como os três introduzidos póstumos da Legacy para 2025. As famílias dos induzidos também estavam presentes e foram reconhecidas na cerimônia.

## Introduzidos

### Individual
- Os headliners da classe aparecem em negrito.

| Imagem | Categoria  | Nome no ringue (Nome de nascimento) | Introduzido por     | Prêmios reconhecidos pela WWE |
| ------ | ---------- | ----------------------------------- | ------------------- | --- |
|        | Individual | Triple H (Paul Michael Levesque)    | Shawn Michaels      | Duas vezes introduzido ao Hall da Fama: foi introduzido pela primeira vez em 2019, como membro da D-Generation X Nove vezes Campeão (Mundial dos Pesos Pesados) da WWF/WWE Cinco vezes e inaugural Campeão Mundial dos Pesos Pesados Cinco vezes Campeão Intercontinental da WWF/WWE Duas vezes Campeão Europeu da WWF Uma vez Campeão de Duplas da WWE Duas vezes Campeão Mundial de Duplas da WWF Vencedor do King of the Ring de 1997 Duas vezes vencedor da luta Royal Rumble (2002 e 2016) Três vezes vencedor do Slammy Award |
|        | Individual | Michelle McCool (Michelle Calaway)  | The Undertaker      | Duas vezes Campeã Feminina da WWE Duas vezes Campeã das Divas da WWE Duas vezes vencedora do Slammy Award Uma das metades da popular dupla vilã LayCool |
|        | Individual | Lex Luger (Lawrence Pfohl)          | Diamond Dallas Page | Duas vezes Campeão Mundial dos Pesos Pesados da WCW Duas vezes Campeão Mundial Televisivo da WCW Cinco vezes e campeão com reinado mais longo do Campeonato dos Estados Unidos da NWA/WCW Três vezes Campeão Mundial de Duplas da WCW Co-vencedor do Royal Rumble de 1994 Uma vez vencedor do Slammy Award |

| Imagem | Recebedor (Nome de nascença) | Introduzido por | Prêmios reconhecidos pela WWE     |
| --- | ---------------------------- | --------------- | --------------------------------- |
| | The Natural Disasters        | Ninguém         | Uma vez Campeões de Duplas da WWF |
| Earthquake (John Tenta) - Introdução póstuma: Uma vez Campeão dos Pesos Pesados da NWA Vancouver e uma vez Campeão dos Pesos Pesados da UWA (versão Vancouver). Typhoon (Fred Ottman) - Uma vez Campeão Internacional dos Pesos Pesados da AWA, duas vezes Campeão de Duplas do Sul da AWA e uma vez Campeão dos Pesos Pesados da NWA Florida. |                              |                 |                                   |

### Immortal Moment
| Imagem | Recebedor                                                               | Introduzido por | Descrição                                                                       |
| ------ | ----------------------------------------------------------------------- | --------------- | ------------------------------------------------------------------------------- |
|        | Bret "The Hitman" Hart vs. "Stone Cold" Steve Austin da WrestleMania 13 | CM Punk         | Luta de submissão sem desqualificação com Ken Shamrock como o árbitro especial. |

### Legacy
| Imagem | Recebedor (Nome de nascença) | Prêmios reconhecidos pela WWE |
| ------ | ---------------------------- | --- |
|        | Kamala (James Harris)        | Uma vez Campeão dos Pesos Pesados da AWA Southern Uma vez Campeão de Duplas da ICW Uma vez Campeão dos Pesos Pesados dos Estados Unidos da IWA Uma vez Campeão de Duplas da IWA Uma vez Campeão dos Pesos Pesados do Mississippi da NWA Uma vez Campeão de Duplas dos Estados Unidos da NWA Tri-State (versão Tri-State) Uma vez Campeão dos Pesos Pesados do NWA Southeastern (Divisão Norte) Quatros vezes Campeão Mundial dos Pesos Pesados Unificado da USWA Famoso por suas rivalidades com Andre The Giant, Hulk Hogan e The Undertaker. |
|        | Dory Funk Sr.                | Proprietário/Promotor da promoção Western States Sports Oito vezes Campeão dos Pesos Pesados Juniores da NWA Southwest Quatro vezes Campeão de Duplas da NWA Southwest Três vezes Campeão dos Pesos Pesados da NWA Western States Uma vez Campeão Mundial dos Pesos Pesados Juniores da NWA Detentor das versões regionais de vários outros campeonatos da NWA ao longo de sua carreira Pai de Dory Funk Jr. e Terry Funk. |
|        | Ivan Koloff (Oreal Perras)   | Uma vez Campeão Mundial dos Pesos Pesados da WWWF Três vezes Campeão dos Pesos Pesados da NWA Mid-Atlantic Três vezes Campeão Mundial de Televisão da NWA Uma vez Campeão dos Pesos Pesados do Sul da NWA (versão da Flórida) Sete vezes Campeão de Duplas da NWA Georgia Cinco vezes Campeão de Duplas da NWA Florida Cinco vezes Campeão Mundial de Duplas da NWA (versão Mid-Atlantic) Duas vezes Campeão Mundial de Trios da NWA Duas vezes Campeão de Duplas dos Estados Unidos da NWA (versão Mid-Atlantic) Uma vez Campeão de Duplas da NWA Mid-Atlantic Famoso por terminar o reinado de 2.803 dias de Bruno Sammartino como Campeão Mundial dos Pesos Pesados da WWWF (o reinado mais longo na história do título). |